# Орвиль, Эрнст
Эрнст Орвиль (настоящие имя и фамилия — Эрнст Ричард Нильсен) (норв. Ernst Orvil; 12 апреля 1898, Кристиания, Норвегия — 16 июня 1985, Осло) — норвежский писатель
, поэт и драматург.

## Биография
Родился в семье священника. В 1917 году окончил кафедральную школу Кристиании. Позже обучался на инженера в Норвежском технологическом институте в Тронхейме.
Дебютировал, как писатель с романом «Биргер» в 1932 году. Первым сборником его стихов был Bølgeslag (1940). Наиболее известные работы автора включают Menneskebråk (1936), Hvit ur (1937) и Synøve selv (1946).
Автор ряда драматургических произведений.
В пьесах «Багровая луна» (1948, Новый театр Осло), «Фру Сильвия» (1948, там же), «Невиновный» (1953, там же), «Три женщины» (1956, Национальный театр Осло) поднимает проблемы мелкой буржуазии, выступает с критическими издёвками над некоторыми проявлениями мещанского сознания.
Уверенно владея драматургической техникой, Э. Орвиль насыщает диалог изящными парадоксами, создаёт эффектные сюжетные ситуации. В «Багровой луне» и «Трёх женщинах» утверждается право сильного, принцип личного преуспевания как единственный смысл жизни.

## Награды
- 1946 — Литературная премия Gyldendal’s Endowment
- 1979 — Премия издательства «Аскехоуг»
- 1984- Литературная премия «Общества Риксмола по сохранению традиционного стандартного норвежского языка».

## Избранные публикации
- Lekende liv (1950)
- Røde omriss (1960)
- Skinnende skygger (1965)
- Tilstrekkelig (1969)
- Balanse (1973)
- Slyng (1978)
- Allikevel (1983)